# 岩棲耀鯰
岩棲耀鯰，為輻鰭魚綱鯰形目塘虱魚科的其中一種，分布於非洲維多利亞湖及尼羅河上游流域，棲息在河床岩石底部，體長可達9公分。

## 扩展阅读
維基物種上的相關：岩棲耀鯰